# Itame donataria
Itame donataria là một loài bướm đêm trong họ Geometridae.